# Holopogon oriens
Holopogon oriens är en tvåvingeart som beskrevs av Martin 1959. Holopogon oriens ingår i släktet Holopogon och familjen rovflugor. Inga underarter finns listade i Catalogue of Life.